# Монмет-Біч (Нью-Джерсі)
Монмет-Біч (англ. Monmouth Beach) — місто (англ. borough) в США, в окрузі Монмаут штату Нью-Джерсі. Населення — 3174 особи (2020).

## Географія
Монмет-Біч розташований за координатами 40°20′9″ пн. ш. 73°59′8″ зх. д. / 40.33583° пн. ш. 73.98556° зх. д. (40.335895, -73.985608).  За даними Бюро перепису населення США в 2010 році місто мало площу 5,36 км², з яких 2,78 км² — суходіл та 2,57 км² — водойми.

### Клімат
| Клімат : Монмет-Біч     | Клімат : Монмет-Біч | Клімат : Монмет-Біч | Клімат : Монмет-Біч | Клімат : Монмет-Біч | Клімат : Монмет-Біч | Клімат : Монмет-Біч | Клімат : Монмет-Біч | Клімат : Монмет-Біч | Клімат : Монмет-Біч | Клімат : Монмет-Біч | Клімат : Монмет-Біч | Клімат : Монмет-Біч | Клімат : Монмет-Біч |
| Показник                | Січ.                | Лют.                | Бер.                | Квіт.               | Трав.               | Черв.               | Лип.                | Серп.               | Вер.                | Жовт.               | Лист.               | Груд.               | Рік                 |
| Середній максимум, °C   | 4,3                 | 5,7                 | 9,4                 | 14,8                | 20,1                | 25,3                | 28,2                | 27,6                | 24,2                | 18,2                | 12,7                | 7,1                 | 16,5                |
| Середня температура, °C | 0,3                 | 1,6                 | 5,0                 | 10,2                | 15,6                | 20,9                | 24,0                | 23,4                | 19,9                | 13,7                | 8,7                 | 3,3                 | 12,3                |
| Середній мінімум, °C    | −3,7                | −2,6                | 0,6                 | 5,7                 | 11,1                | 16,5                | 19,7                | 19,3                | 15,6                | 9,2                 | 4,6                 | −0,6                | 8,0                 |
| Норма опадів, мм        | 90                  | 75                  | 98                  | 106                 | 99                  | 93                  | 119                 | 118                 | 93                  | 100                 | 95                  | 101                 | 1186                |
| Вологість повітря, %    | 65.4                | 62.0                | 61.1                | 62.6                | 66.2                | 70.5                | 69.9                | 71.0                | 71.6                | 69.4                | 67.6                | 65.6                | 66.9                |
| ----------------------- | ------------------- | ------------------- | ------------------- | ------------------- | ------------------- | ------------------- | ------------------- | ------------------- | ------------------- | ------------------- | ------------------- | ------------------- | ------------------- |
| Джерело: PRISM          |                     |                     |                     |                     |                     |                     |                     |                     |                     |                     |                     |                     |                     |

## Демографія
Згідно з переписом 2010 року, у селищі мешкало 3279 осіб у 1494 домогосподарствах у складі 854 родин. Було 1981 помешкання
Расовий склад населення:
| - 97,5 % — білих - 0,7 % — азіатів - 0,3 % — чорних або афроамериканців - 0,1 % — корінних американців |

До двох чи більше рас належало 1,0 %. Частка іспаномовних становила 1,9 % від усіх жителів.
За віковим діапазоном населення розподілялося таким чином: 20,1 % — особи молодші 18 років, 58,4 % — особи у віці 18—64 років, 21,5 % — особи у віці 65 років та старші. Медіана віку мешканця становила 48,7 року. На 100 осіб жіночої статі у селищі припадало 89,9 чоловіків;  на 100 жінок у віці від 18 років та старших — 86,9 чоловіків також старших 18 років.
Середній дохід на одне домашнє господарство  становив 137 822 долари США (медіана — 103 287), а середній дохід на одну сім'ю — 168 416 доларів (медіана — 142 083). Медіана доходів становила 108 929 доларів для чоловіків та 78 403 долари для жінок. За межею бідності перебувало 5,6 % осіб, у тому числі 4,5 % дітей у віці до 18 років та 2,7 % осіб у віці 65 років та старших.
Цивільне працевлаштоване населення становило 1589 осіб. Основні галузі зайнятості: освіта, охорона здоров'я та соціальна допомога — 22,2 %, фінанси, страхування та нерухомість — 15,0 %, мистецтво, розваги та відпочинок — 10,0 %, будівництво — 10,0 %.